# Ljung och Annelund
För delområdet i Malmö, se Annelund, Malmö. För gravfältet på Gotland, se Annelund, Gotland.
Ljung och Annelund är en tätort i Herrljunga kommun, söder om Herrljunga. Orten har en station vid Älvsborgsbanan som benämns Ljung. Ån Nossan flyter genom den östra delen av tätorten. Annelund och Ljung var två separata tätorter fram till 2015 då de växte ihop. Annelund är idag den östra delen av tätorten och Ljung är den västra delen. Även namnet Mörlanda används, som i exempelvis namnet på skolan och en av livsmedelsbutikerna.

## Historik
Annelund växte fram som bruksort då en fabrik förlades här vid Nossan i Hovs socken för tillverkning av VVS-produkter i gjutgods. Ljung växte fram som stationssamhälle när Älvsborgsbanan drogs genom Grude socken. Ljung var även tidigare tingsplats för Gäsene härad. År 1952 bildades Gäsene landskommun där både Annelund och Ljung ingick. Gäsene landskommun inkorporerades i Herrljunga kommun år 1974.

## Befolkningsutveckling
De separata tätorterna Annelund och Ljung växte samman år 2015.
| Befolkningsutvecklingen i Ljung 1960–2010 | Befolkningsutvecklingen i Ljung 1960–2010 | Befolkningsutvecklingen i Ljung 1960–2010 | Befolkningsutvecklingen i Ljung 1960–2010 | Befolkningsutvecklingen i Ljung 1960–2010 |
| ----------------------------------------- | ----------------------------------------- | ----------------------------------------- | ----------------------------------------- | ----------------------------------------- |
|                                           |                                           |                                           |                                           |                                           |
| År                                        |                                           |                                           | Folkmängd                                 | Areal (ha)                                |
| 1960                                      | 1960                                      |                                           | 473                                       |                                           |
| 1965                                      | 1965                                      |                                           | 470                                       |                                           |
| 1970                                      | 1970                                      |                                           | 537                                       |                                           |
| 1975                                      | 1975                                      |                                           | 503                                       |                                           |
| 1980                                      | 1980                                      |                                           | 583                                       |                                           |
| 1990                                      | 1990                                      |                                           | 687                                       | 82                                        |
| 1995                                      | 1995                                      |                                           | 677                                       | 83                                        |
| 2000                                      | 2000                                      |                                           | 709                                       | 87                                        |
| 2005                                      | 2005                                      |                                           | 727                                       | 87                                        |
| 2010                                      | 2010                                      |                                           | 734                                       | 86                                        |
|                                           |                                           |                                           |                                           |                                           |

| Befolkningsutvecklingen i Annelund 1960–2010 | Befolkningsutvecklingen i Annelund 1960–2010 | Befolkningsutvecklingen i Annelund 1960–2010 | Befolkningsutvecklingen i Annelund 1960–2010 | Befolkningsutvecklingen i Annelund 1960–2010 |
| -------------------------------------------- | -------------------------------------------- | -------------------------------------------- | -------------------------------------------- | -------------------------------------------- |
|                                              |                                              |                                              |                                              |                                              |
| År                                           |                                              |                                              | Folkmängd                                    | Areal (ha)                                   |
| 1960                                         | 1960                                         |                                              | 362                                          |                                              |
| 1965                                         | 1965                                         |                                              | 439                                          |                                              |
| 1970                                         | 1970                                         |                                              | 492                                          |                                              |
| 1975                                         | 1975                                         |                                              | 621                                          |                                              |
| 1980                                         | 1980                                         |                                              | 692                                          |                                              |
| 1990                                         | 1990                                         |                                              | 597                                          | 76                                           |
| 1995                                         | 1995                                         |                                              | 594                                          | 77                                           |
| 2000                                         | 2000                                         |                                              | 531                                          | 77                                           |
| 2005                                         | 2005                                         |                                              | 503                                          | 77                                           |
| 2010                                         | 2010                                         |                                              | 519                                          | 77                                           |
|                                              |                                              |                                              |                                              |                                              |

| Befolkningsutvecklingen i Ljung och Annelund 2015–2020 | Befolkningsutvecklingen i Ljung och Annelund 2015–2020 | Befolkningsutvecklingen i Ljung och Annelund 2015–2020 | Befolkningsutvecklingen i Ljung och Annelund 2015–2020 | Befolkningsutvecklingen i Ljung och Annelund 2015–2020 |
| ------------------------------------------------------ | ------------------------------------------------------ | ------------------------------------------------------ | ------------------------------------------------------ | ------------------------------------------------------ |
|                                                        |                                                        |                                                        |                                                        |                                                        |
| År                                                     |                                                        |                                                        | Folkmängd                                              | Areal (ha)                                             |
| 2015                                                   | 2015                                                   |                                                        | 1 226                                                  | 176                                                    |
| 2020                                                   | 2020                                                   |                                                        | 1 215                                                  | 184                                                    |
|                                                        |                                                        |                                                        |                                                        |                                                        |

## Samhället
Samhället består av de tidigare två separata tätorterna Ljung i väster och Annelund i öster. Mitt emellan tätortsdelarna ligger Mörlandaskolan, Mörlandahallen och Mörlanda Sportcenter. Två livsmedelsbutiker finns på orten: ICA Nära i Ljung och Mörlanda Livs i Annelund. Även en bemannad bensinstation under varumärket Paroy finns med visst utbud av livsmedel. Gäsene ost tlllverkas samt säljs i Gäsene mejeris butik i Ljung.

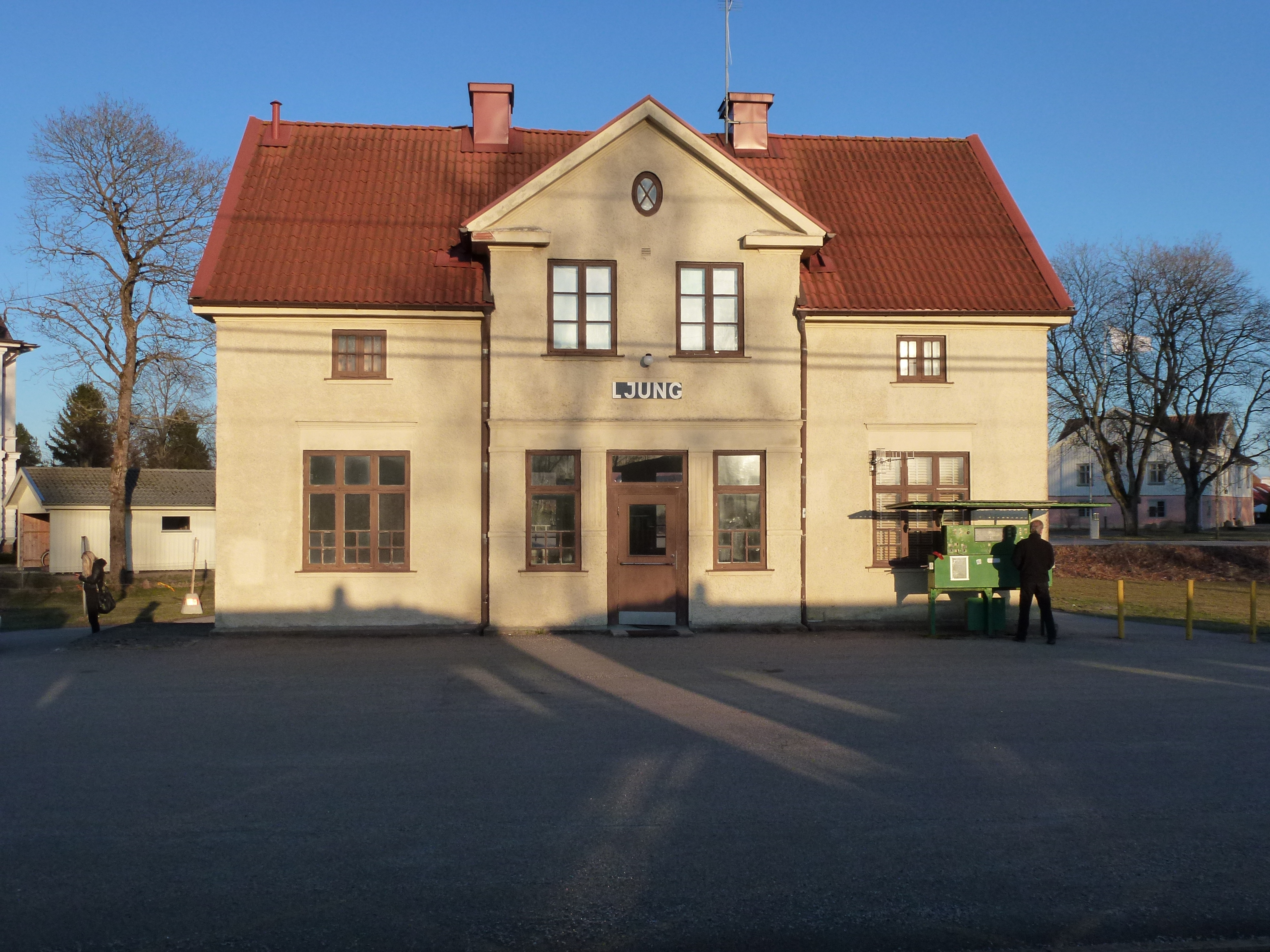
Ljung station

## Kommunikationer
Länsväg 182 passerar och binder samman de två tätortsdelarna. I den västra delen av tätorten finns en järnvägsstation vid Älvsborgsbanan som benämns Ljung och har avgångar ca en gång i timmen dagtid mot Herrljunga och Borås. Det finns även busstrafik mot Herrljunga, Borås och Ulricehamn.

## Näringsliv
I östra delen, Annelund, ligger Herrljunga kommuns största företag, fabriken Tour & Andersson (TA), som grundades 1897 av August Hilmer Andersson. I fabriken tillverkas VVS-produkter för värme och kyla. Idag ingår TA i den brittiska storkoncernen IMI.. En annan stor arbetsgivare på orten är rörtillverkaren PipeLife.

## Personer från orten
- Den numera avlidne Galenskaparna och After Shave-artisten Peter Rangmar föddes i Annelund.
- Samuel Holmén, fotbollsspelare, föddes i Ljung
- Jonny Hägerå, före detta fotbollsspelare (Ljung)